# 埃妮特·萨隆
埃妮特·萨隆·马库埃略（西班牙語：Enith Salón Marcuello；2001年9月24日—），西班牙女子职业足球运动员，司职守门员，目前效力于巴伦西亚俱乐部和西班牙国家女子足球队。2023年，她代表西班牙参加国际足联女子世界杯并夺得冠军。